# A Private Matter
A Private Matter (Um assunto privado em português) é um controverso filme televisivo americano exibido originalmente pela HBO na noite de 20 de junho de 1992. 

## Sinopse
A Private Matter conta a história real de Sherri Finkbine, apresentadora de um popular programa infantil de Phoenix, que em 1963, no primeiro trimestre de sua quinta gravidez, decide abortar após descobrir que o remédio que estava tomando na época continha talidomida, droga que pode causar danos ao feto. Após a decoberta, o médico de Sherri autoriza que ela faça um aborto terapêutico, mas o hospital se recusa, o que faz com que ela seja obrigada a entrar numa longa e pública batalha judicial pelo direito de abortar. Por decisão judicial, Sherri acaba por fazer o aborto na Suécia, uma vez que o procedimento ainda era ilegal nos Estados Unidos naquela época.

## Elenco principal
- Sissy Spacek como Sherri Finkbine
- Aidan Quinn como Bob Finkbine
- Estelle Parsons como Mary Chessen
- William H. Macy como o psiquiatra